# 利維森·伍德
利維森·伍德（英語：Levison James Wood，1982年5月5日—），英國陸軍軍官和探險家。他因在非洲、亞洲和中美洲進行的長期徒步探險而聞名。2013年12月開始，利維森·伍德花了9個月的時間徒步走完尼羅河流域全程共6840公里，成為史上第一個用步行方式走完尼羅河全程的人。他透過書籍、紀錄片和攝影記錄自己的旅程。

## 外部連結
- 官方网站
- 利維森·伍德在互联网电影资料库（IMDb）上的資料（英文）